# Guru Josh
Guru Josh, właściwie Paul Walden (ur. 6 czerwca 1964 w Jersey, zm. 28 grudnia 2015 w Ibizie) – brytyjski muzyk grający acid house. Z zawodu był dentystą.

## Życiorys
Swoją karierę rozpoczął jako klawiszowiec w klubie w 1980 roku. W 1989 roku zaprezentował debiutancką piosenkę Infinity (1990s... Time for the Guru). Następnie wydał kilka singli, które odniosły największe sukcesy w Europie. W 2007 roku założył grupę muzyczną Guru Josh Project i w 2008 roku wydał nagranie Infinity 2008, które jest odświeżoną wersją przeboju sprzed 19 lat. Utwór odniósł spory sukces, docierając na wysokie pozycje list przebojów.
Paul Walden popełnił samobójstwo 28 grudnia 2015 roku na hiszpańskiej wyspie Ibizie.

## Dyskografia

### Albumy
- Infinity (1990s... Time for the Guru) (UK #5, Ger #2) (1990)

### Single
| 1989                                                     | Infinity (1990s... Time for the Guru)             | 5  | 2  | 5  | 4  | — | 3  | — | —  | — | 5 | —  |
| 1990                                                     | Whose Law (Is It Anyway?)                         | 26 | 12 | 18 | 14 | — | 30 | — | —  | — | — | —  |
| 2008                                                     | Infinity 2008 (z zespołem Guru Josh Project)      | 3  | 4  | 3  | 2  | 1 | 1  | 8 | 20 | 6 | 3 | 11 |
| 2009                                                     | Crying in the Rain (z zespołem Guru Josh Project) | —  | —  | —  | —  | — | —  | — | —  | — | — | —  |
| 2009                                                     | Eternity (jako Guru Josh)                         | —  | —  | —  | —  | — | —  | — | —  | — | — | —  |
| 2010                                                     | Frozen Teardrops (jako Guru Josh)                 | —  | —  | —  | —  | — | —  | — | —  | — | — | —  |
| 2011                                                     | Love of Life (jako Guru Josh)                     | —  | —  | —  | —  | — | —  | — | —  | — | — | —  |
| 2012                                                     | Infinity 2012 (jako Guru Josh)                    | —  | 14 | 10 | 16 | — | —  | — | —  | — | — | —  |
| "—" oznacza, że singel nie był notowany na danej liście. |                                                   |    |    |    |    |   |    |   |    |   |   |    |